# بوگونام
بوگونام شهری در شهرستان کونگوسی در استان بام در بورکینافاسوی شمالی است و جمعیت آن ۵۳۵ نفر است.